# Parafia św. Stanisława w Piórkowie
Parafia świętego Stanisława w Piórkowie – parafia rzymskokatolicka, znajdująca się w diecezji sandomierskiej, w dekanacie świętokrzyskim.